# Медаль Мира в Марокко
Медаль Мира в Марокко (исп. Medalla de la Paz de Marruecos) — испанская военная награда, учреждённая королевским указом от 21 ноября 1927 года в честь победы Испании и Франции в Рифской войне.

## Описание
Медаль имеет овальную форму, в окантовкой по краям в виде лаврового венка. Сверху находится орёл с испанской короной, за которую медаль крепится к ленте.
На аверсе изображение восходящего на фоне марокканского города солнце. Вверху большими буквами написано слово PAZ («Мир»). Ниже находятся года «1909» (подписание султаном Марокко Абд аль-Хафизом Альхесирасского договора, положившему конец первому марокканскому кризису) и «1927» (окончание Рифской войны). Внизу, на развёрнутом вверх полумесяце написано «MARRUECOS» («Марокко»).
На реверсе вверху надпись «ESPAÑA» («Испания»). Под ней находится надпись «SIEMPRE DISPUESTA A TODA EMPRESA DE CIVILIZACION UNIVERSAL CONTRI BUYO A LA OE MARRUECOS CON ASARGRE PRECIADA DE SUS HIJOSY CON EL ORO DE SUS ARCAS, El TRIUNFO DE SUS ARMAS Y LA CULTURA DE SUS METODOS SON LOS CIMIENTOS DE ESTA GRAN OBRA DE».
Лента белая, с шестиконечной звездой (один из символов марокканской династии Алауитов) в центре. По краям три полосы в цветах испанского флага, окружённые двумя зелёными полосами с флага испанского Марокко.

## Известные получатели
- Фелипе Маэсту[фр.]
- Пьер-Этьен де Перье[фр.]
- Франсиско Франко